# Chikkamagge, Arkalgud
Chikkamagge là một làng thuộc tehsil Arkalgud, huyện Hassan, bang Karnataka, Ấn Độ.